# Drosophila persicae
Drosophila persicae är en tvåvingeart som beskrevs av Bock och Parson 1978. Drosophila persicae ingår i släktet Drosophila och familjen daggflugor.
Artens utbredningsområde är Australien.